# Grant Gustin
Thomas Grant Gustin (Norfolk, Virginia, 1990. január 14. –) amerikai színész, énekes.
A The CW amerikai csatornán futó Flash – A Villám című sorozatból ismert, amelyben Barry Allent, avagy Flasht játssza.

## Fiatalkora és családja
1990. január 14-én született Norfolkban. Anyja Tina Haney, apja Tom Gustin.

## Filmográfia

### Film
| Év   | Magyar cím        | Eredeti cím                                 | Szerep       |
| ---- | ----------------- | ------------------------------------------- | ------------ |
| 2003 |                   | Kid Fitness Jungle Adventure Exercise Video | Club Fit Kid |
| 2014 |                   | Affluenza                                   | Todd Goodman |
| 2018 |                   | Krystal                                     | Campbell     |
| 2018 |                   | Tom and Grant (rövidfilm)                   | Tom          |
| 2022 | Ruby segítségével | Rescued by Ruby                             | Dan          |
| 2023 | Kutyarománc       | Puppy Love                                  | Max          |

### Televízió
| Év        | Magyar cím              | Eredeti cím          | Szerep                      | Megjegyzések                                                               |
| --------- | ----------------------- | -------------------- | --------------------------- | -------------------------------------------------------------------------- |
| 2006      | Szellemjárás            | A Haunting           | Thomas (Stacy barátja)      | 1 epizód                                                                   |
| 2011–2013 | Glee – Sztárok leszünk! | Glee                 | Sebastian Smythe            | visszatérő szereplő (7 epizód)                                             |
| 2012      | CSI: Miami helyszínelők | CSI: Miami           | Scott Ferris / Trent Burton | 1 epizód                                                                   |
| 2012      |                         | A Mother's Nightmare | Chris Stewart               | tévéfilm                                                                   |
| 2013      | 90210                   | 90210                | Campbell Price              | visszatérő szereplő (8 epizód)                                             |
| 2013–2020 | A zöld íjász            | Arrow                | Barry Allen / The Flash     | - visszatérő szereplő - (12 epizód) - magyar hangja:[forrás?] - Szabó Máté |
| 2014–2023 | Flash – A Villám        | The Flash            | Barry Allen / The Flash     | - főszereplő - magyar hangja: - Szabó Máté                                 |
| 2015–2016 |                         | Vixen                | Barry Allen / The Flash     | szinkronszerep (8 epizód)                                                  |
| 2016–2019 | Supergirl               | Supergirl            | Barry Allen / The Flash     | - 5 epizód - magyar hangja:[forrás?] - Szabó Máté                          |
| 2016–2020 | A holnap legendái       | Legends of Tomorrow  | Barry Allen / The Flash     | - 4 epizód - magyar hangja: - Szabó Máté                                   |
| 2019      | Batwoman                | Batwoman             | Barry Allen / The Flash     | 1 epizód                                                                   |

### Színház
| Év        | Cím             | Szerep    | Megjegyzések          |
| --------- | --------------- | --------- | --------------------- |
| 2010–2011 | West Side Story | Baby John | Broadway Revival Tour |

## Díjak és jelölések
| Év   | Díj                             | Kategória                                             | Jelölt mű        | Eredmény | Forrás |
| ---- | ------------------------------- | ----------------------------------------------------- | ---------------- | -------- | ------ |
| 2015 | Nickelodeon Kids’ Choice Awards | kedvenc TV-színész                                    | Flash – A villám | Jelölve  | [ 4 ]  |
| 2015 | Teen Choice Awards              | Choice TV: előtörő csillag                            | Flash – A villám | Elnyerte | [ 5 ]  |
| 2015 | Teen Choice Awards              | Choice TV: kémia (Candice Pattonnal megosztva)        | Flash – A villám | Jelölve  | [ 5 ]  |
| 2015 | Teen Choice Awards              | Choice TV: legjobb csók (Candice Pattonnal megosztva) | Flash – A villám | Jelölve  | [ 5 ]  |
| 2015 | Szaturnusz-díj                  | áttörő alakításért díj                                | Flash – A villám | Elnyerte | [ 6 ]  |
| 2015 | Szaturnusz-díj                  | legjobb televíziós színész                            | Flash – A villám | Jelölve  | [ 6 ]  |